# Tuukka Taponen
Tuukka Taponen, né le 26 octobre 2006 à Lohja, est un pilote automobile finlandais. En 2024, il participe au Championnat d'Europe de Formule Régionale. Il est également membre de la Ferrari Driver Academy depuis 2023.

## Biographie

### Karting
Tuukka Taponen débute le karting à l'âge de 2 ans, influencé par son père Marko, pilote de folkrace. En 2017, il rejoint le championnat finlandais en catégorie Raket, qu'il remporte. Il rejoint ensuite la catégorie OK Junior du championnat l'année suivante, qu'il termine troisième avant d'y remporter le titre en 2019,. Il termine ensuite treizième du Karting Academy Trophy puis dix-septième du Rotax Max Challenge Grand Finals. En 2019, il participe au championnat d'Europe et au championnat du Monde, qu'il termine respectivement quatrième et trente-troisième.
Le Finlandais remporte également l'édition 2020 ainsi que celle de 2021, dans la catégorie OK .
En 2020, il termine troisième du championnat d'Europe puis devient vice-champion du monde dans la catégorie OK-Junior. L'année suivante, il devient champion du monde dans la catégorie OK puis remporte également la WSK Open Cup. En fin d'année, le Finlandais participe au FDA Scouting World Finals. S'il ne remporte pas la compétition, ses performances attirent l'attention de Ferrari,. Il tente à nouveau sa chance l'année suivante et remporte le concours, ce qui lui permet d'intégrer la Ferrari Driver Academy,.

### Formule 4

#### Formula Academy Finland
Taponen fait ses débuts en monoplace en 2021 dans le championnat de Formula Academy Finland avec l'écurie Koiranen Kemppi Motorsport, où il ne dispute cependant qu'une partie du championnat. Il remporte une double victoire sur le circuit Kymi Ring. L'année suivante, il dispute là encore une partie de ce même championnat, toujours avec la même écurie. Il remporte toutes les courses qu'il dispute, soit cinq, et se classe sixième du championnat avec 125 points,,.

#### Championnat UAE
En 2023, Tuukka Taponen rejoint le Championnat des Émirats arabes unis de Formule 4, où il signe avec Mumbai Falcon Limited en vue de sa première saison complète en Formule 4. Dès le premier week-end de course sur le Dubai Autodrome, il décroche ses deux premiers podiums dans le championnat. Lors de la deuxième manche au Koweït, il monte sur un autre podium avant d'être contraint d'abandonner de la troisième course. Lors de la manche suivante sur le même circuit, il reporte sa première victoire lors de la deuxième course, avant de remporter les trois courses de la quatrième manche à Dubaï après avoir décroché deux pole positions.
Lors de la dernière manche disputée à Yas Marina, il termine deuxième des deux premières courses avant d'abandonner lors de la dernière course, à la suite d'un accrochage avec son coéquipier James Wharton. Il termine vice-champion avec un total de quatre victoires, dix podiums et 212 points. Malgré la perte du titre, il décroche tout même le titre dans la catégorie des rookies.

#### Championnat d'Italie

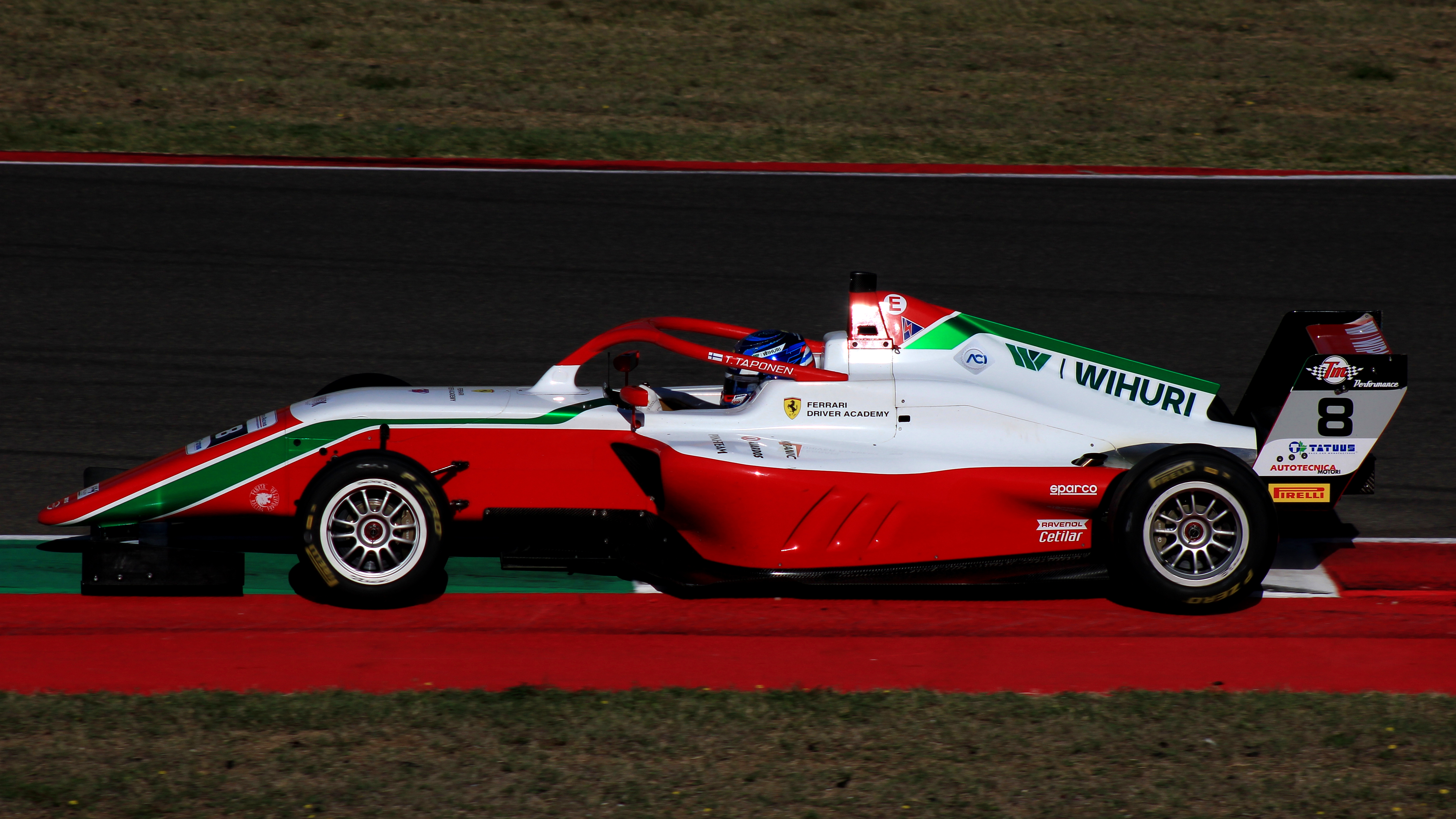
Tuukka Taponen en Formule 4 italienne en 2023 au Mugello.

Pour sa saison européenne, il rejoint le Championnat d'Italie de Formule 4 où il signe avec l'écurie Prema Powerteam. La première manche s'avère décevante par rapport à ses pairs, il peine à trouver ses marques et achève la première manche à Imola avec seulement quatre points avec deux neuvièmes places lors des deux premières courses. Lors de la dernière course, alors qu'il pointe au douzième rang, il est heurté derrière la voiture de sécurité et abandonne en raison de nombreux dégâts,. La manche de Misano montre se passe mieux pour le pilote finlandais, qui décroche sa première pole position et remporte sa première victoire lors de la première course. Il termine quatrième et cinquième des deux courses suivantes, marquant ainsi 47 points et remontant à la cinquième place du championnat.
La manche de Spa-Francorchamps est plus difficile pour le pilote finlandais, avec deux septièmes places lors des premières et troisièmes courses. A Monza, il ne se contente que d'un seul podium lors de la première course, avant d'abandonner lors de la deuxième course, à la suite d'un accrochage avec Alfio Spina. Il termine la troisième course à la dix-septième place. Au Castellet, il termine cinquième de la première course, puis décroche un double podium lors des deux courses suivantes (deuxième de la deuxième course et troisième de la troisième course),. 
Au Mugello, Taponen et ses coéquipiers rencontrent des difficultés. Lors de la première course, il cale sur la grille de départ et retombe au treizième rang. Il parvient à remonter au neuvième rang mais reçoit une pénalité de 10 secondes pour un départ anticipé ce qui le fait retomber à la quinzième place. Les deux courses suivantes se soldent par deux top-5,. Lors de la dernière manche à Vallelunga, il termine les trois courses sur le podium, ce qui lui permet de se classer cinquième du championnat avec 196 points. Il dispute également le nouveau championnat d'Euro-4 Championship, , où il décroche notamment deux podiums lors de la troisième manche à Barcelone. Il se classe cinquième du championnat avec 102 points.

#### Championnat d'Euro 4
Il rejoint le championnat en 2023 chez Prema Powerteam, pour la saison inaugurale de celui-ci. Il fait équipe avec Ugo Ugochukwu, Arvid Lindblad,Nicola Lacorte et James Wharton. Avec 102 points et deux troisième places obtenue à Barcelone, il se classe cinquième et deuxième du championnat des débutants.

### Formule Régionale

#### Championnat du Moyen-Orient
En 2024, Taponen accède à la Formule Régionale. Durant l'hiver, il participe au championnat du Moyen-Orient avec R-ace GP, où il fait notamment équipe avec Zachary David et Martinius Stenshorne. Durant toute la campagne, il parvient à se battre contre Taylor Barnard et son coéquipier de la Ferrari Driver Academy, Rafael Câmara. Au terme d'une saison disputée, il remporte le titre avec un total de 255 points, après avoir remporté cinq victoires et décroché un total de neuf podiums. Taponen termine également avec le titre des rookies avec 315 points devant les deux pilotes Mumbai Falcons Ugo Ugochukwu et James Wharton. Son écurie R-ace GP, quant à elle, remporte le titre par écuries avec un total de 312 points devant Mumbai Falcons.

#### Championnat d'Europe

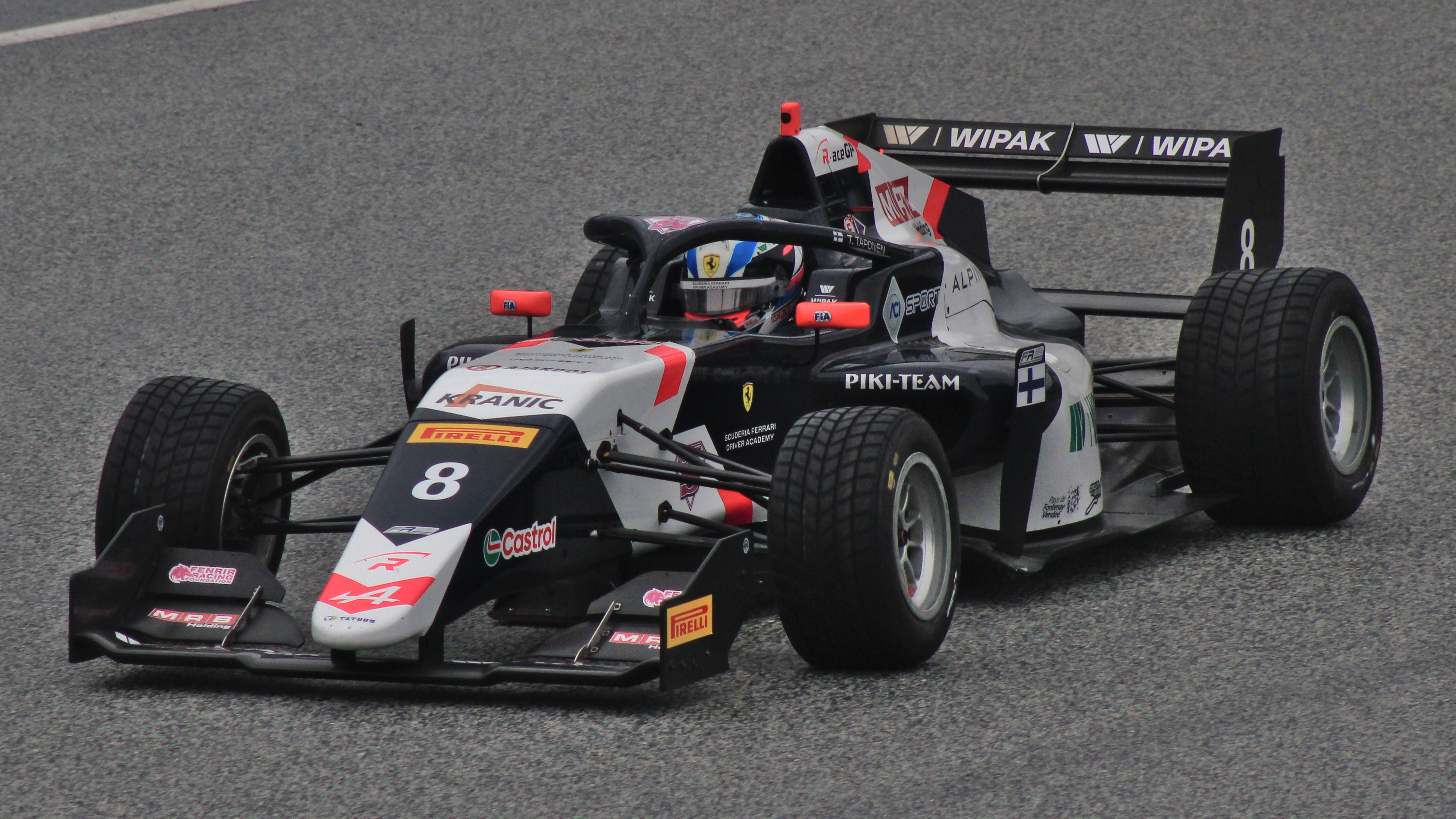
Tuukka Taponen en Formule Régionale en 2024 à Spielberg.

Pour sa saison principale, il rejoint ensuite le championnat d'Europe, toujours avec R-ace GP où il fait équipe avec Enzo Deligny et Zachary David. Sa première partie de saison est très brillante, il monte sur son premier podium dès sa première course à Hockenheim avant de remporter sa première victoire à Zandvoort. Lors de la manche du Hungaroring, il réalise un double hat-trick (victoire, pole et meilleur tour), une cinquième victoire suit au Mugello. A la mi-saison, il est à la lutte avec Rafael Câmara dans l'optique du titre. Sa deuxième partie de saison est en revanche beaucoup plus compliquée, marquée par cinq abandons en dix courses sur accrochages et deux autres podiums à Imola et à Barcelone. Il se classe finalement troisième du championnat avec 197 points, dépassé par James Wharton lors de l'avant-dernier week-end de la saison.

### Formule 3 FIA
Durant la saison 2024, Taponen est appelé par ART Grand Prix en Formule 3 FIA pour remplacer Nikola Tsolov lors de la manche de Spa-Francorchamps (le pilote bulgare étant suspendu pour une infraction au règlement sportif). Il termine quatorzième de la course sprint et abandonne lors de la course principale.
En octobre 2024, Taponen est confirmé par ART Grand Prix pour la saison 2025.

## Carrière

### Résultats en monoplace
| Saison | Championnat                                      | Écurie                     | Courses | Victoires | Pole positions | Meilleurs tours | Podiums | Points | Classement |
| ------ | ------------------------------------------------ | -------------------------- | ------- | --------- | -------------- | --------------- | ------- | ------ | ---------- |
| 2022   | Formula Academy Finland                          | Koiranen Kemppi Motorsport | 5       | 5         | 2              | 4               | 5       | 125    | 6e         |
| 2023   | Championnat des Émirats arabes unis de Formule 4 | Mumbai Falcons Limited     | 15      | 4         | 2              | 2               | 10      | 212    | 2e         |
| 2023   | Championnat d'Italie de Formule 4                | Prema Powerteam            | 21      | 1         | 1              | 0               | 7       | 196    | 5e         |
| 2023   | Championnat d'Euro-4                             | Prema Powerteam            | 9       | 0         | 0              | 0               | 2       | 102    | 5e         |
| 2024   | Formule Régionale Moyen-Orient                   | R-ace GP                   | 15      | 5         | 5              | 7               | 9       | 255    | Champion   |
| 2024   | Formule Régionale Europe                         | R-ace GP                   | 20      | 4         | 3              | 2               | 7       | 197    | 3e         |
| 2024   | Coupe du monde de Formule Régionale              | R-ace GP                   | 2       | 0         | 0              | 0               | 0       | N/A    | 12e        |
| 2024   | Formule 3 FIA                                    | ART Grand Prix             | 2       | 0         | 0              | 0               | 0       | 0      | 31e        |
| 2025   | Formule 3 FIA                                    | ART Grand Prix             | 17      | 0         | 0              | 0               | 3       | 77     | 6e         |